# Palayán
Palayán (en ilocano, Ciudad ti Palayan; kapampangan, Lakanbalen ning Palayan/Siudad ning Palayan; pangasinan, Siyudad na Palayan/Lunsod na Palayan; filipino Lungsod ng Palayan; inglés, City of Palayan) es una ciudad filipina de quinta categoría, situado en la parte central de la isla de Luzón. Forma parte del Tercer Distrito Electoral de la provincia de Nueva Écija situada en la Región Administrativa de Luzón Central, también denominada Región III.
Sede del Capitolio Provincial.

## Geografía
Capital de la provincia, situada en el centro, 129 km al norte de Manila, linda al noroeste con el municipio de General Mamerto Natividad; al nordeste con el de Bongabón; al este y sureste con el de Laur; y al sur y oeste con la ciudad de Cabanatúan.

### Barangays
El municipio de Palayán se divide, a los efectos administrativos, en 19 barangayes o barrios, conforme a la siguiente relación:
| - Atate - Aulo - Bagong Buhay - Barriada Militar del Fuerte de Magsaysay - Caballero | - Caimito - Doña Josefa - Ganadería - Valle de Imelda - Langka | - Malate (Población) - Maligaya - Manacnac - Mapaet - Pueblo de Marcos | - Popolón (Pagas) - Santolan - Sapang Búho - Singalat |  |

## Historia
El 25 de marzo de 1952, el entonces gobernador Leopoldo Díaz, el diputado Jesús Ilagan, y miembros de la Junta Dioscoro de León y Antonio Corpuz, Felipe Buencamino y todos los alcaldes de Nueva Écija  considerarón conveniente el traslado de la capital provincial que entonces radicaba en la ciudad de Cabanatúan.
Se acordó por unanimidad ubicar el nuevo Capitolio en el paraje conocido como Stock Farm.
El 19 de junio de 1965 se crea la ciudad de Palayán como nueva capital de la provincia. 
El ayuntamiento se constituyó el 5 de diciembre de 1965.
En agosto de 1969 fue empliado su término incluyendo tanto la Reserva Militar de Laur como el acantonamiento de Fuerte de Ramón Magsaysay que antes pertenecía al municipio de Santa Rosa.
En 1972 se asienta en el paraje de Stock Farm  la población desplazada de Pantabangán debido a la construcción del embalse de Pantabangán.
El nuevo asentamiento corresponde al Barrio de Marcos (Marcos Village).
En 1983 se crea en Fuerte Magsaysay el campo de entrenamiento del ejército Filipino.
En 1995, se añadieron dos nuevos barrios: Popolón procedente de Bongabón.
Bagong Buhay, una de las tres zonas de reasentamiento.

## Patrimonio

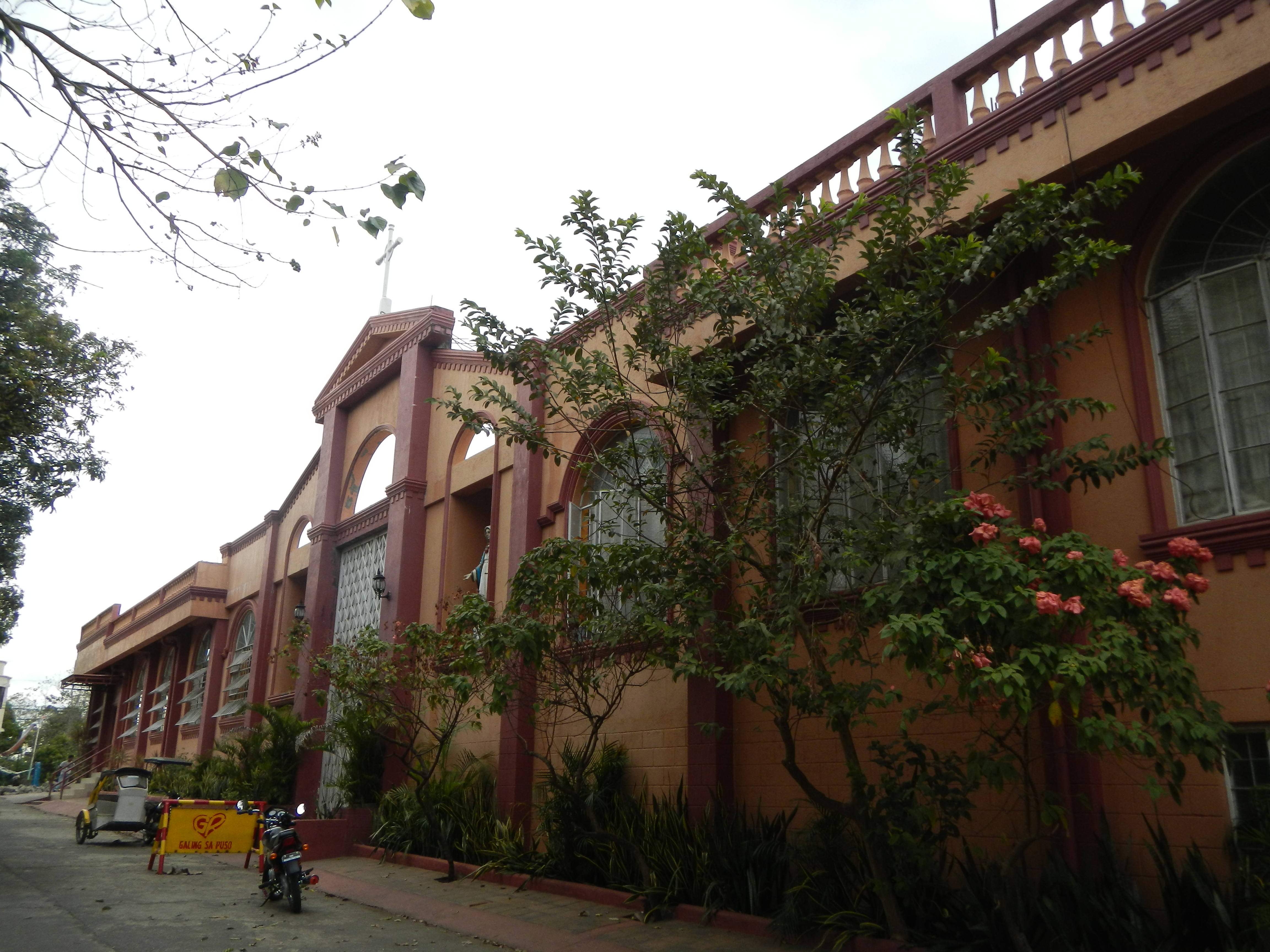
Iglesia de Santa Cecilia.

Iglesia parroquial católica bajo la advocación de Santa Cecilia, edificio provisional construido para reemplazar temporalmente la iglesia original que sufrió un incendio hacia al año 2007.
Forma parte de la Diócesis de Cabanatúan perteneciente a la Provincia Eclesiástica de Lingayén-Dagupán.